# 아리아데바
아리아데바(산스크리트어: आर्यदेव 아리야데바: c. 170~270) 또는 제바(提婆)는 3세기의 스리랑카의 승려이다.
대부분의 문헌에서는 아리아데바가 일부 학자들이 스리랑카와 동일시하는 "싱할라" 출신이라고 적혀 있다. 그는 나가르주나의 제자가 되어 용수가 주창한 공의 이법(理法)을 체득하고, 나가르주나의 입장을 계승함과 함께 이에서 초월하여 외교(外敎)를 격렬하게 비판했다.
나가르주나는 그의 대표작 《중론송(中論頌)》에서 여러 문제를 "관찰한다"는 표현을 쓰고 있는데, 아리아데바는 그의 저서 《백론(百論)》에서 여러 견해를 "파석(破析)한다" · "차견(遮遣)한다"는 표현을 쓰고 있다. 즉 나가르주나가 유무 2견(有無二見)의 파석을 통해서 올바른 자세를 나타내려고(현정 · 顯正)한 데 대해서 아리아데바는 이 입장을 계승하면서도 날카로운 논법으로 여러 학파의 이견(異見)을 논파(파사 · 破邪)하는 데 주안을 두었다.
아리아데바의 저서로는 《백론(百論)》 외에도 《사백론(四百論)》·《백자론(百字論)》 등이 있는데 모두 "백"이라는 글자를 쓰고 있다. 백의 원어인 사타(sata)가 "최파한다"는 동사의 어간(語幹)에서 온 것이기 때문에, 이 점에서도 그의 입장을 엿볼 수가 있다. 이 때문에 아리아데바는 라후라다에게 전법(傳法)한 후 외도(外道)의 원한을 사서 후에 암살당한 것으로 전해지고 있다.

## 같이 보기
- 중관파
- 삼론종

## 참고 문헌
- 이 문서에는 다음커뮤니케이션(현 카카오)에서 GFDL 또는 CC-SA 라이선스로 배포한 글로벌 세계대백과사전의 내용을 기초로 작성된 글이 포함되어 있습니다.